# Ведаст

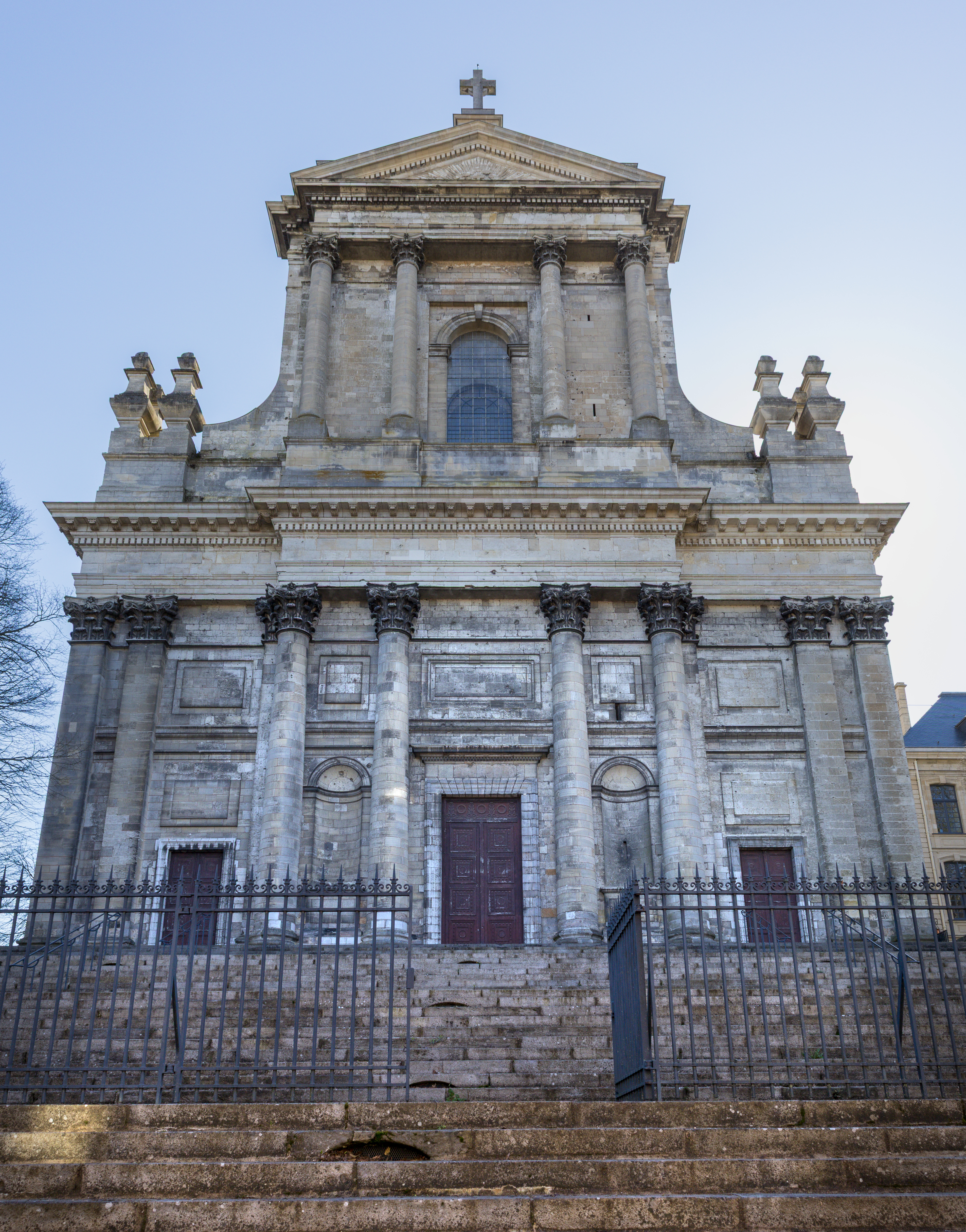
Кафедральный собор св. Ведаста в городе Аррас, Франция

 Ведаст  (лат. Vedastus, норманд. Vaast, пикард. Waast, фр. Gaston; 453, Франция — 540, Франция) — святой Римско-Католической Церкви, первый епископ Арраса и Камбре.

## Биография
В начале шестого века Ведаст по поручению епископа Реймского святого Ремигия основал католическую епархию на севере Галлии с центром в городе Аррас (затем кафедра была перенесена в Камбре).
Ведаст почитается в Бельгии, Франции и Англии. Во Франции в городе Аррас существует кафедральный собор святого Ведаста.
День памяти в Католической Церкви — 6 февраля.